# Damián Petcoff
Damián Ezequiel Petcoff Kailer, más conocido como Damián Petcoff, (Buenos Aires, 24 de mayo de 1990) es un futbolista argentino que juega de centrocampista en la Deportiva Minera de la Segunda Federación.

## Carrera deportiva
Formado en las canteras de Boca Juniors y del Real Betis, debutó como sénior en el Betis B en 2008, club en el que estuvo cuatro años, en los que jugó 85 partidos.
En 2012 fichó por el Córdoba C. F. de la Segunda División, equipo con el que debutó el 12 de septiembre de 2012 en Copa del Rey frente al Elche C. F. El 11 de noviembre de 2012 debutó como futbolista profesional, en Segunda División, saltando al campo como sustituto de Fede Vico, en la derrota del Córdoba por 5-3 frente a la S. D. Ponferradina.
En enero de 2013 se marcha cedido hasta final de temporada al Real Jaén, de la Segunda División B, consiguiendo el ascenso a Segunda División con el club jiennense en esa misma temporada. Tras el ascenso del Jaén prolongó su cesión una temporada más, disputando nuevamente minutos en Segunda División. El Jaén regresó a Segunda B esa misma temporada.
Después de regresar de su cesión, al Córdoba, sólo pudo hacerse hueco en su filial, el Córdoba B, lo que le hizo marcharse del club cordobés a final de temporada rumbo al C. D. Eldense de la Segunda División B. En el Eldense disputó 34 partidos, siendo un jugador importante en el club.
En 2016 fichó por el Marbella F. C., de la misma categoría. Para la temporada 2017-18 fichó por el Valencia Mestalla, mientras que en la temporada 2018-19 jugó para el C. D. Badajoz, equipo con el que jugó los playoffs de ascenso a Segunda División.
En 2019 fichó por el Gimnàstic de Tarragona, club recién descendido a Segunda B, y cuyo objetivo era el ascenso. Tras una mala primera parte de la temporada ficha en enero por la U. D. Logroñés, con el que obtuvo un puesto en los playoffs de ascenso. Finalmente, el 19 de julio de 2020 consiguió, junto a su club, el ascenso a Segunda División.
El 25 de junio de 2021 se comprometió con el Club Deportivo Atlético Baleares de la Primera División RFEF por una temporada. Al final de esta renovaría por un año más jugando finalmente dos temporadas en el conjunto balear.
El 20 de agosto de 2023 volvería al C. D. Badajoz firmando por dos temporadas, aunque tras el descenso del club a final de temporada quedaría libre.
En verano de 2024 ficharía por la Deportiva Minera de la Segunda Federación, firmando hasta 2025.

## Clubes
| Club                    | País   | Año       |
| ----------------------- | ------ | --------- |
| Real Betis Balompié "B" | España | 2008-2012 |
| Córdoba C. F.           | España | 2012-2014 |
| Real Jaén (cedido)      | España | 2013-2014 |
| Córdoba C. F. "B"       | España | 2014-2015 |
| C. D. Eldense           | España | 2015-2016 |
| Marbella F. C.          | España | 2016-2017 |
| Valencia C. F. Mestalla | España | 2017-2018 |
| C. D. Badajoz           | España | 2018-2019 |
| Gimnàstic de Tarragona  | España | 2019-2020 |
| U. D. Logroñés          | España | 2020-2021 |
| C. D. Atlético Baleares | España | 2021-2023 |
| C. D. Badajoz           | España | 2023-2024 |
| Club Deportiva Minera   | España | 2024-Act. |